# Psammobatis parvacauda
Psammobatis parvacauda is een vissoort uit de familie van de Arhynchobatidae. De wetenschappelijke naam van de soort is voor het eerst geldig gepubliceerd in 1983 door McEachran.